# Sarsina avertina
Sarsina avertina är en fjärilsart som beskrevs av William Schaus 1927. Sarsina avertina ingår i släktet Sarsina och familjen tofsspinnare. Inga underarter finns listade.